# 叙利亚-玛兰卡礼天主教圣母和平之后教区
敘利亞-瑪蘭卡禮天主教聖母和平之后教區是一個東儀天主教教區（敘利亞-瑪蘭卡禮），直屬聖座。
教區前身為敘利亞-瑪蘭卡禮天主教美國宗座代牧區，於2010年7月15日成立，2016年1月4日升為教區。
教區負責牧養美國和加拿大的敘利亞-瑪蘭卡禮教友，教區主教同時是歐洲團體的宗座巡視員。教座位於美國紐約。2013年有教友10,000人、十四個堂區、十五名司鐸。現任教區主教為多默·奈克坎帕拉姆皮爾。